# 圣纳帕足球俱乐部
圣纳帕足球俱乐部（希臘語：Αθλητικός Όμιλος Αγία Νάπα）是塞浦路斯圣纳帕的一个足球俱乐部，现在参加塞浦路斯足球乙级联赛。

## 荣誉
- 塞浦路斯足球乙级联赛
  - 冠军（2次）：2011–12, 2013–14